# Clinocentrus kozlovi
Clinocentrus kozlovi (лат.) — вид паразитических наездников рода Clinocentrus из семейства Braconidae (Rogadinae). Монголия: Bayan-Khongor Aimak, Ekhin-Gol Oasis. Назван в честь энтомолога М.А.Козлова, собравшего типовую серию.

## Описание
Мелкие наездники, длина около 2 мм. Основная окраска красновато-коричневая; усики темнокоричневые, птеростигма коричневая. Нижнечелюстные щупики 6-члениковые, нижнегубные щупики состоят из 4 сегментов. Усики нитевидные, состоят из 21 членика. Предположительно, как и близкие группы, эндопаразитоиды личинок насекомых.
Вид был впервые описан в 1995 году в ходе ревизии Палеарктической фауны, проведённой российским гименоптерологом Сергеем Белокобыльским (ЗИН РАН, Санкт-Петербург, Россия).